# ووري وولف
ووري وولف (بالإنجليزية: Wolry Wolfe)‏ (12 أغسطس 1981 في جامايكا - ) هو لاعب كرة قدم جامايكي في مركز الوسط. شارك مع منتخب جامايكا لكرة القدم. أما مع النوادي، فقد لعب مع سنترال كوست مارينرز ونادي بورتمور يونايتد ونادي جو بابليك ونادي فيرينتسفاروشي وBenfica F.C. ‏ وHumble Lions F.C. ‏.

## وصلات خارجية
- ووري وولف على موقع الاتحاد الدولي (مؤرشف)  (الإنجليزية)
- ووري وولف على موقع قاعدة بيانات كرة القدم.إي يو (الإنجليزية)
- ووري وولف على موقع ناشيونال فوتبول تيمز (الإنجليزية)